# Panyu
Panyú (en chino: 番禺区, pinyin: Pānyúqú). Es un ciudad-distrito bajo la administración de la Ciudad subprovincial de Cantón en la Provincia de Cantón, República Popular China. Situada en el corazón del Delta del Río Perla a 78 km de Hong Kong. Su área es de 661.88 km² y su población es de 948,000 habitantes.
El nombre de Panyú se remonta a la finalización de la conquista de Provincia de Cantón por Qin Shi Huang. Era el nombre antiguo de la actual Cantón.

## Administración
El distrito de Panyú se divide en 7 subdistritos o comité de calle y 17 poblados.
- Subdistricto Qiaonan (桥南街)
- Subdistricto Donghuan (东环街)
- Subdistricto Shatou (沙头街)
- Subdistricto Luopu (洛浦街)
- Subdistricto Dashi (大石街)
- Subdistricto Xiaoguwei (小谷围街)
- Subdistricto Shibi (石壁街)
- Poblado Shilou (石楼镇)
- Poblado Nancun (南村镇)
- Poblado Shawan (沙湾镇)
- Poblado Dagang (大岗镇)
- Poblado Hualong (化龙镇)
- Poblado Shiji (石碁镇)
- Poblado Zhongcun (钟村镇)
- Poblado Xinzao (新造镇)
- Poblado Lanhe (榄核镇)
- Poblado Dongchong (东涌镇)
- Poblado Lianhuashan (莲花山)
- Poblado Xinken (新垦镇)
- Poblado Tanzhou (潭洲镇)
- Poblado Yuwotou (鱼窝头)
- Poblado Huangge (黄阁镇)
- Poblado Hengli (横沥镇)
- Poblado Wanqingsha (万赾顷镇)

## Historia
Hay al menos 11 las especulaciones sobre la etimología del nombre. Establecida en la dinastía Qin en el 214 aC, Panyú es una de las ciudades más antiguas de China. Se convirtió en la capital de Nanyue en el 204 antes de Cristo.
El 28 de abril de 2005, el nuevo distrito de Nansha (南沙) se estableció a partir de partes de Panyú.

## Clima
Debido a su posición geográfica,los patrones climáticos en la siguiente tabla son los mismos de Cantón.
| Parámetros climáticos promedio de Panyú (1971–2000) | Parámetros climáticos promedio de Panyú (1971–2000) | Parámetros climáticos promedio de Panyú (1971–2000) | Parámetros climáticos promedio de Panyú (1971–2000) | Parámetros climáticos promedio de Panyú (1971–2000) | Parámetros climáticos promedio de Panyú (1971–2000) | Parámetros climáticos promedio de Panyú (1971–2000) | Parámetros climáticos promedio de Panyú (1971–2000) | Parámetros climáticos promedio de Panyú (1971–2000) | Parámetros climáticos promedio de Panyú (1971–2000) | Parámetros climáticos promedio de Panyú (1971–2000) | Parámetros climáticos promedio de Panyú (1971–2000) | Parámetros climáticos promedio de Panyú (1971–2000) | Parámetros climáticos promedio de Panyú (1971–2000) |
| Mes                                                 | Ene.                                                | Feb.                                                | Mar.                                                | Abr.                                                | May.                                                | Jun.                                                | Jul.                                                | Ago.                                                | Sep.                                                | Oct.                                                | Nov.                                                | Dic.                                                | Anual                                               |
| --------------------------------------------------- | --------------------------------------------------- | --------------------------------------------------- | --------------------------------------------------- | --------------------------------------------------- | --------------------------------------------------- | --------------------------------------------------- | --------------------------------------------------- | --------------------------------------------------- | --------------------------------------------------- | --------------------------------------------------- | --------------------------------------------------- | --------------------------------------------------- | --------------------------------------------------- |
| Temp. máx. media (°C)                               | 18.3                                                | 18.5                                                | 21.6                                                | 25.7                                                | 29.3                                                | 31.5                                                | 32.8                                                | 32.7                                                | 31.5                                                | 28.8                                                | 24.5                                                | 20.6                                                | 26.3                                                |
| Temp. mín. media (°C)                               | 10.3                                                | 11.7                                                | 15.2                                                | 19.5                                                | 22.7                                                | 24.8                                                | 25.5                                                | 25.4                                                | 24.0                                                | 20.8                                                | 15.9                                                | 11.5                                                | 18.9                                                |
| Lluvias (mm)                                        | 40.9                                                | 69.4                                                | 84.7                                                | 201.2                                               | 283.7                                               | 276.2                                               | 232.5                                               | 227.0                                               | 166.2                                               | 87.3                                                | 35.4                                                | 31.6                                                | 1736.1                                              |
| Días de lluvias (≥ 0.1 mm)                          | 7.5                                                 | 11.2                                                | 15.0                                                | 16.3                                                | 18.3                                                | 18.2                                                | 15.9                                                | 16.8                                                | 12.5                                                | 7.1                                                 | 5.5                                                 | 4.9                                                 | 149.2                                               |
| Horas de sol                                        | 118.5                                               | 71.6                                                | 62.4                                                | 65.1                                                | 104.0                                               | 140.2                                               | 202.0                                               | 173.5                                               | 170.2                                               | 181.8                                               | 172.7                                               | 166.0                                               | 1628.0                                              |
| Humedad relativa (%)                                | 72                                                  | 78                                                  | 82                                                  | 84                                                  | 84                                                  | 84                                                  | 82                                                  | 82                                                  | 78                                                  | 72                                                  | 66                                                  | 66                                                  | 77.5                                                |
| Fuente: China Meteorological Administration         |                                                     |                                                     |                                                     |                                                     |                                                     |                                                     |                                                     |                                                     |                                                     |                                                     |                                                     |                                                     |                                                     |